# Стафеев, Николай Павлович
Никола́й Па́влович Стафе́ев (1926 — 1970) — советский самбист, многократный чемпион СССР, мастер спорта СССР. Тренировался под руководством Василия Маслова. Выступал в весовой категории до 56 кг. Представлял спортивное общество «Динамо» (Москва). Участвовал в Великой Отечественной войне. Был награждён медалью «За отвагу».

## Спортивные результаты
- Чемпионат СССР по самбо 1948 года — ;
- Чемпионат СССР по самбо 1949 года — ;
- Чемпионат СССР по самбо 1950 года — ;
- Чемпионат СССР по самбо 1952 года — ;